# La Cantera (Michoacán)
La Cantera es una localidad mexicana situada en el estado de Michoacán, dentro del municipio de Tangamandapio.

## Geografía
La localidad de La Cantera se ubica en el sureste del municipio de Tangamandapio, en el noroeste de Michoacán. Se encuentra a una altura media de 2147 m s. n. m. y abarca un área aproximada de 1.12 km².
En La Cantera predomina el clima templado subhúmedo, con lluvias en verano; y el tipo de suelo andosol.

## Demografía
De acuerdo con el censo realizado en 2020 por el Instituto Nacional de Estadística y Geografía (INEGI), en La Cantera había un total de 5113 habitantes, de los que 2649 (51.8 %) eran mujeres y 2464 (48.2 %) eran hombres.
En 2020, el 83.83 % de la población era indígena, de la cual, un 35.18 % era hablante de alguna lengua indígena.

### Evolución demográfica
Con respecto al censo de 2010, la localidad tuvo un incremento del 2.5 % de su población.
| Gráfica de evolución demográfica de La Cantera entre 1900 y 2020 |
|                                                                  |
| Fuente: Instituto Nacional de Estadística y Geografía.           |